# Alabama
Alabáma je zvezna država Združenih držav Amerike, del ameriškega Juga na jugovzhodu države. Na severu meji na Tennessee, na vzhodu na Georgio, na jugu na Florido in Mehiški zaliv ter na zahodu na Misisipi. Je 30. največja ameriška zvezna država po površini in 24. po številu prebivalcev. Po podatkih iz leta 2021 je imela približno pet milijonov prebivalcev. Glavno mesto je Montgomery, največje pa Huntsville, vendar ima Birmingham največje metropolitansko območje.
Imenuje se po staroselskem ljudstvu, ki je nekoč obvladovalo ozemlje v zgornjem toku istoimenske reke. Glavnina ozemlja sedanje Alabame je bila v 16. stoletju španska posest, od njih so ga v zgodnjem 18. stoletju prevzeli Francozi, 1763 pa Britanci. Po ameriški revoluciji je bila znana kot ena glavnih proizvajalk bombaža s pomočjo suženjske delovne sile. Zaradi tega je po porazu konfederacijskih sil v ameriški državljanski vojni več desetletij gospodarsko nazadovala. Še danes je ena najrevnejših ameriških zveznih držav.
Po njej so poimenovali ladje USS Alabama in CSS Alabama.